# Calicene
Il calicene o triapentafulvalene è un idrocarburo di formula C8H6. Appartiene della famiglia dei fulvaleni, ed è ottenuto formalmente connettendo un ciclopentadiene e un ciclopropene tramite un doppio legame. Il nome comune calicene, usato per la prima volta da Horst Prinzbach nel 1964, deriva dal fatto che la sua formula assomiglia a un calice da vino.

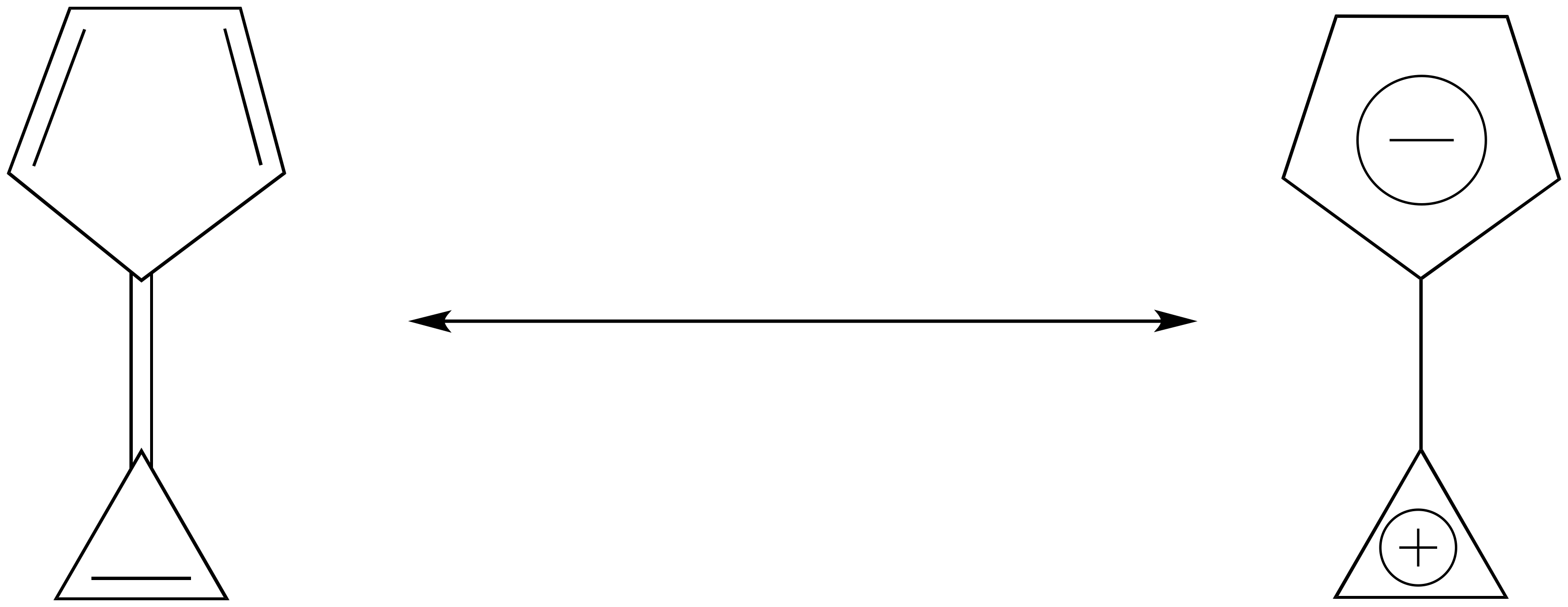
Un significativo effetto di risonanza provoca una separazione di carica sui due anelli, generando una struttura molto polare.

Come tutti fulvaleni, il calicene è una molecola molto instabile, anche se il metodo di Hückel prevede un'energia di risonanza elevata. Nella forma limite con una carica positiva sull'anello triangolare e una carica negativa in quello pentagonale, entrambi gli anelli risultano aromatici secondo la regola di Hückel. Il momento dipolare del calicene è stato calcolato essere 4,66 D.
Il calicene non è stato sinora sintetizzato, ma si conoscono vari suoi derivati come il 2,3-diciano-5,6-difenilcalicene, il 1,2,3,4-tetracloro-5,6-difenilcalicene, l'esafenilcalicene e altri. Sono noti inoltre vari composti che mostrano proprietà aromatiche e contengono più unità calicene, come il dimero trans-bicalicene (ciclico) e vari policaliceni lineari.